# 1107 Lictoria
Az 1107 Lictoria (ideiglenes jelöléssel 1929 FB) a Naprendszer kisbolygóövében található aszteroida. Luigi Volta fedezte fel 1929. március 30-án.